# Arsenalna (metrostation)
Arsenalna (Oekraïens: Арсенальна, ⓘ) is een station van de metro van Kiev. Het station maakt deel uit van de Svjatosjynsko-Brovarska-lijn en werd geopend op 6 november 1960 als onderdeel van het eerste metrotracé in de stad. Het metrostation bevindt zich ten oosten van het stadscentrum, nabij de Arsenal-fabriek, waaraan het zijn naam dankt.
Station Arsenalna ligt 105,5 meter onder de oppervlakte en is daarmee wellicht het diepste metrostation ter wereld. De diepte van het station wordt veroorzaakt door de omstandigheid dat het zich in de hoge oever van de Dnjepr bevindt. Om de afstand tussen de stationshal en de perrons te overbruggen zijn er twee lange roltrappen nodig. Er is een korte perronhal die met de sporen aan weerszijden verbonden is. Oorspronkelijk bevond zich op een van de wanden van deze hal een reliëf gewijd aan de opstand in de Arsenal-fabriek van 1918; aan het begin van de jaren 1990 werd het verwijderd. Arcades op de perrons wekken de indruk dat de centrale hal over de gehele lengte van het station doorloopt. Deze met roze marmer en gedetailleerd bronzen hekwerk beklede arcades hebben echter een zuiver decoratieve functie. De wanden zijn afgewerkt met wit marmer en keramische tegels.
De bovengrondse stationshal bevindt zich aan een plein waarop de Moskovska voelytsja (Moskoustraat) en de Voelytsja Sitsjnevoho Povstannja (Straat van de Januariopstand) samenkomen. Ten oosten van het station bevindt zich een opstelplaats voor treinen.